# Krum (Teksas)
Krum – miasto w Stanach Zjednoczonych, w stanie Teksas, w hrabstwie Denton.